# Итати Канторал
Итати Канторал (на испански: Itatí Cantoral) е мексиканска актриса, добила популярност с ролята на Сорая Монтенегро в теленовелата Мария от квартала.

## Кариера
Кариерата на Итати Канторал започва със сериала La telaraña, излъчван в периода 1986-1988 г. След финала на поредицата Итати влиза в Центъра за артистично образование към Телевиса, където учи актьорско майсторство. Завършва образованието си през 1990 г., а на следващата година продуцентът Емилио Лароса я включва в актьорския състав на във втория етап на теленовелата Момиченца. След това получава роля в Злосторно замечтана, с участието на Мариана Леви и Едуардо Паломо.
През 1992 г. продуцентката Карла Естрада ѝ предлага да се присъедини към младежкия актьорски състав на теленовелата С лице към Слънцето, в която главните роли са поверени на Мария Сорте и Алфредо Адаме. През 1993 г. получава ролята на Грасиела Тореа в Две жени, един път, продуцирана от Емилио Лароса.
През 1995 г. изиграва ролята на Сорая Монтенегро, антагонистката в теленовелата Мария от квартала, режисирана от Беатрис Шеридан и продуцирана от Анджели Несма. Главните роли се изпълняват от Талия и Фернандо Колунга. Първоначално Итати Канторал се явява на кастинг за главната роля, която в крайна сметка е дадена на Талия, но режисьорът Беатрис Шеридан я убеждава да приеме ролята на злодейката в теленовелата. „Тя [Беатрис Шеридан] умираше от смях и ме гледаше. Бях неопитна, тъкмо започвах кариерата си, и Беатрис Шеридан ми каза: „Ела насам. Виждаш ли ме, имитирай ме“. Тя ме накара да направя гласа си по-плътен. Направи сцената и ми каза: „Подражавай ми“. Тъй като исках да бъда дисциплинирана, дори не се замислих и я имитирах“ – споделя през 2023 г. актрисата. Ролята на Сорая Монтенегро се смята за един от най-емблематичните злодеи в жанра на теленовелата.
На следващата година получава ролята на злодейката Касандра Сантияна Алварес в теленовелата Ти и аз, където си партнира с Марибел Гуардия и Хоан Себастиан.
През 2001 г. Канторал има специално участие в теленовелата Приятелки и съпернички.
През 2006 г. участва в теленовелата Вдовицата в бяло, адаптация на едноименната колумбийска теленовела.
През 2015 г. се присъединява отново към мексиканската компания Телевиса, като участва в теленовелата Любовни капани, партнирайки си с Едуардо Яниес, Ернесто Лагуардия и Африка Савала.
През 2019 г. изпълнява ролята на голямата мексиканска актриса Силвия Пинал в биографичния сериал Силвия Пинал, пред теб, режисиран от Моника Мигел и продуциран от Карла Естрада.
През 2020 г. участва в теленовелата Мексиканката и блондинът, продуцирана от Никандро Диас Гонсалес, където си партнира с Хуан Солер и Жаклин Андере.

## Филмография

### Телевизия
- Кадифе: Новата империя (2025) – Исабел Хуарес
- Господарят на небесата (2024) - Бланка Ловато / Белен Сан Роман
- Donde hubo fuego (2022) - Глория Мария Кармона вдовица де Падиля
- Papás por encargo (2022) - Марикармен
- Мексиканката и блондинът (2020) - Андреа Ибарола Хил[2]
- Силвия Пинал, пред теб (2019) - Силвия Пинал (възрастна)
- José José, el príncipe de la canción (2018) - Наталия Ерера Кайес
- El Chema (2016-2017) - Бланка Ловато
- ¿Quién mató a Patricia Soler? (2014) - Сара Фернандес Акуня де Синистера / Исабел
- Любовни капани (2015) - Исабел Бочели де Веласко
- Fortuna (2013) - Палома Аларкон / Лорена Алтамирано
- Capadocia (2012) - Леонор
- El sexo débil (2011) - Елена Роман
- Докато парите ни разделят (2011) - Алехандра Алварес дел Кастийо Фернандес
- Mujeres asesinas (2008) - Сандра Луиса Арвиде Лисама
- Tiempo final (2008) - Силвия
- Вдовицата в бяло (2006-2007) - Алисия Гуардиола вдовица де Бланко
- Decisiones (2005-2006) - Различни роли
- El alma herida (2003-2004) - Еухения Гранадос Моралес
- Vale todo (2002) - Ракел Аксиоли
- Без грях (2001) - Ракел Виявисенсио де Марторел
- Приятелки и съпернички (2001) - Гост участие
- Коледна песен (1999-2000) - Адриана
- Ад в рая (1999) - Франсиска Паоли Прадо
- Здраве, пари и любов (1997-1998) - Естрея Перес
- Ти и аз (1996-1997) - Касандра Сантияна Алварес
- Мария от квартала (1995-1996) - Сорая Монтенегро вдовица де Монталбан
- Две жени, един път (1993-1994) - Грасиела Тореа Нуниес
- С лице към Слънцето (1992) - Гуадалупе Буенростро
- Момиченца (1991-1992) - Лусия Агилера
- Злосторно замечтана (1991)

### Кино
- No manches Frida 2(2019)
- La dictadura perfecta (2014) - Лукресия Ласкурайн
- Amor de mis amores (2014) - Елва[3]
- Amar (2009) - Лиса[4]
- One Long Night (2007) - Пати
- No hay derecho, joven (2006) - Адвокатка
- Los pajarracos (2006) - Фина
- Cansada de besar sapos (2006) - Сесилия
- Man on fire (2004) - Евелин
- La hija del caníbal (2003)
- Ya no los hacen como antes (2003) - Перла
- Bonita (1996) - Бонифасия

### Дублаж
- Yu-Gi-Oh! 3D Bonds Beyond the Time (2013) - Акиза Изински
- El Santos vs La Tetona Mendoza (2012)
- Thunderbirds (2004) - Лейди Пенелопе

### Театър
- Idiota (2016)
- Into the Woods мюзикъл (2016) - Разказвачка
- Mame мюзикъл (2014) - Маме
- Cuarteto (2014) - Маркиза де Мертеуи
- La tragedia de Julio César (2013) - Порсия
- Tennessee en cuerpo y alma (2012-2013) - Бланка Дюбоа
- Misery (2011-2012) - Ани Уилкис
- Dulce Caridad (2009) - Каридад
- Frida Kahlo, un canto a la vida (2007) - Фрида Кало
- Cabaret мюзикъл (2004) - Сали Боуес
- Todo lo que digan será al revés
- Muchachitas
- Águila Real
- Don Juan Tenorio
- La Cenicienta
- Sugar
- Aventurera (1999) - Елена Техеро

## Награди

### Награди TVyNovelas
| Година | Категория                                            | Теленовела                | Резултат   |
| ------ | ---------------------------------------------------- | ------------------------- | ---------- |
| 2020   | Най-добра актриса в главна роля за драматичен сериал | Силвия Пинал, пред теб    | В очакване |
| 2010   | Най-добра актриса в главна роля                      | Докато парите ни разделят | Печели     |
| 2002   | Най-добра актриса в отрицателна роля                 | Без грях                  | Печели     |
| 1996   | Най-добра актриса в отрицателна роля                 | Мария от квартала         | Печели     |
| 1994   | Най-добра млада актриса                              | Две жени, един път        | Номинирана |
| 1993   | Най-добра млада актриса                              | С лице към Слънцето       | Номинирана |

### Награди People en Español
| Година | Категория         | Теленовела                | Резултат |
| ------ | ----------------- | ------------------------- | -------- |
| 2010   | Най-добра актриса | Докато парите ни разделят | Печели   |